# ألكسيس باولين باريس
ألكسيس باولين باريس (بالفرنسية: Paulin Paris) هو أمين مكتبة وبروفيسور ومترجم فرنسي، ولد في 25 مارس 1800 في Avenay-Val-d'Or ‏ في فرنسا، وتوفي في 13 فبراير 1881 في باريس في فرنسا.